# Hans Peter Rusch
Hans Peter Rusch (* 29. November 1906 in Goldap (Ostpreußen); † 17. August 1977 in Südfrankreich) war ein deutscher Arzt und Mikrobiologe und ein Vordenker der ökologischen Landwirtschaft.

## Leben
Rusch verbrachte seine Kindheit und Jugend in Ostpreußen. Er studierte Medizin an der Universität Gießen und praktizierte ab 1932 als Gynäkologe an der dortigen Universitätsklinik.
Im Zweiten Weltkrieg diente Rusch als Militärarzt auf Sizilien.
Nach dem Krieg fand Rusch eine Stelle als Arzt an einer Krebsklinik in Lehrbach, wo er gemeinsam mit dem Arzt und Bakteriologen Arthur Becker die Funktion von Bakterien untersuchte mit dem Ziel, neue Medikamente zu entwickeln. Seine hierbei gewonnenen Erkenntnisse flossen in einen 1950 veröffentlichten Artikel mit dem Titel „The Cycle of Bacteria as Life Principle“ in einer medizinischen Fachzeitschrift ein.
In diesem Artikel fand der Schweizer Biologe, Agrarpolitiker und Führer der schweizerischen Bauernheimatbewegung Hans Müller die Grundlagen für eine wissenschaftliche Herangehensweise an die Problemstellungen des ökologischen Landbaus, woraufhin er an Rusch herantrat und diesen für eine jahrelange Zusammenarbeit gewinnen konnte. In der Anfangszeit dieser Kooperation forschte Rusch in einer von einem Apotheker in Herborn zur Verfügung gestellten Garage, in der ein Labor eingerichtet wurde, aus dem sich im Lauf der Jahre eine bedeutende medizinische Forschungsinstitution entwickelte.
In diesem Labor untersuchte Rusch die mikrobiologischen Konditionen verschiedener Böden und entwickelte ein nach ihm benanntes Testverfahren („Rusch-Test“), mit dessen Hilfe Bauern und Gärtner die Bodenfruchtbarkeit bestimmen können. Der Test stellt die Menge und Qualität der lebenden Substanz im Boden fest, was chemische Methoden nicht zu leisten vermögen.
Rusch prägte den Begriff vom „Kreislauf der lebenden Substanz“ als Grundlage für alles biologische Denken und Handeln und entwickelte zusammen mit Hans Müller und dessen Ehefrau Maria die organisch-biologische Landbaulehre, die auf ihren Arbeiten über die Pflege des Bodens und den Erhalt seiner langfristigen Fruchtbarkeit fußte. Diese Impulse führten in Deutschland dazu, dass sich Bauern, Gärtner, Winzer und Imker zum Bioland-Verband für organisch-biologischen Landbau zusammenschlossen und verbindliche Richtlinien zur ökologischen Landwirtschaft erarbeiteten.

## Werke
- Naturwissenschaft von Morgen: Vorlesungen über Erhaltung u. Kreislauf lebendiger Substanz. Küsnacht-Zürich 1955. unveränd. Neudr.: Inst. für Mikroökologie, Herborn-Dill 1980, ISBN 3-923022-04-2
- Bodenfruchtbarkeit – Eine Studie ökologischen Denkens. 7. Aufl. Xanten 2004, ISBN 3-922201-45-8